# 卡拉卡拉浴场

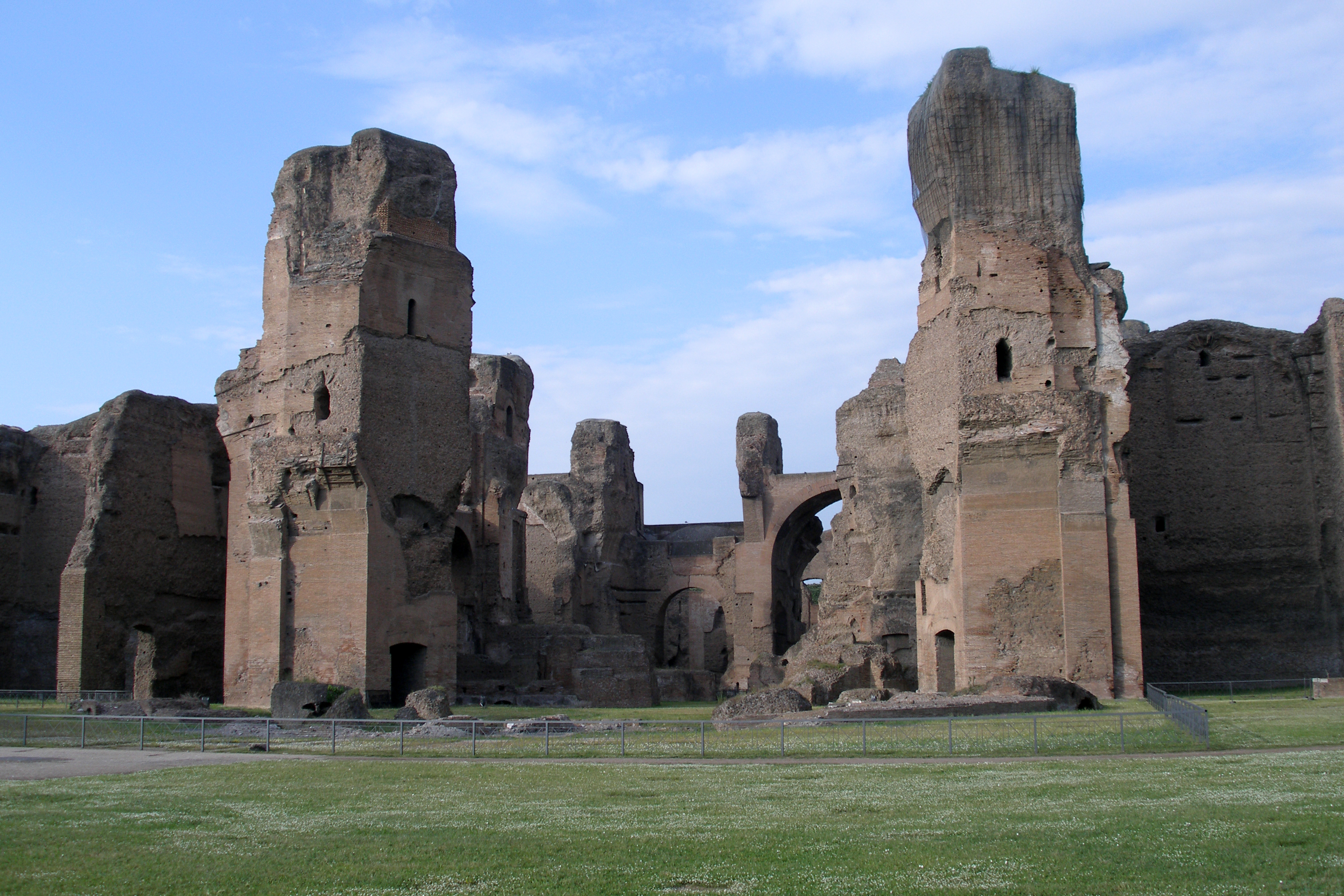
卡拉卡拉浴场

卡拉卡拉浴场（拉丁語：Thermae Antoninianae）是一个位于罗马的古罗马公共浴场，建于公元212年到216年，卡拉卡拉统治罗马帝国期间。其遗址如今为一个旅游胜地。
整个浴场占地面积为13公顷（33英亩），主建筑长228米（750英尺），宽116米（380英尺），高38.5米（125英尺），能同时容纳2,000人洗澡。
卡拉卡拉浴场不仅是一组浴池，还是一个娱乐休闲的场所。它还包括一个公共图书馆，和罗马其它图书馆一样，分成两个独立且面积相等的部分，一部分储藏的是希腊语的书籍，另一部分为拉丁语的书籍。浴场外还有购物中心。

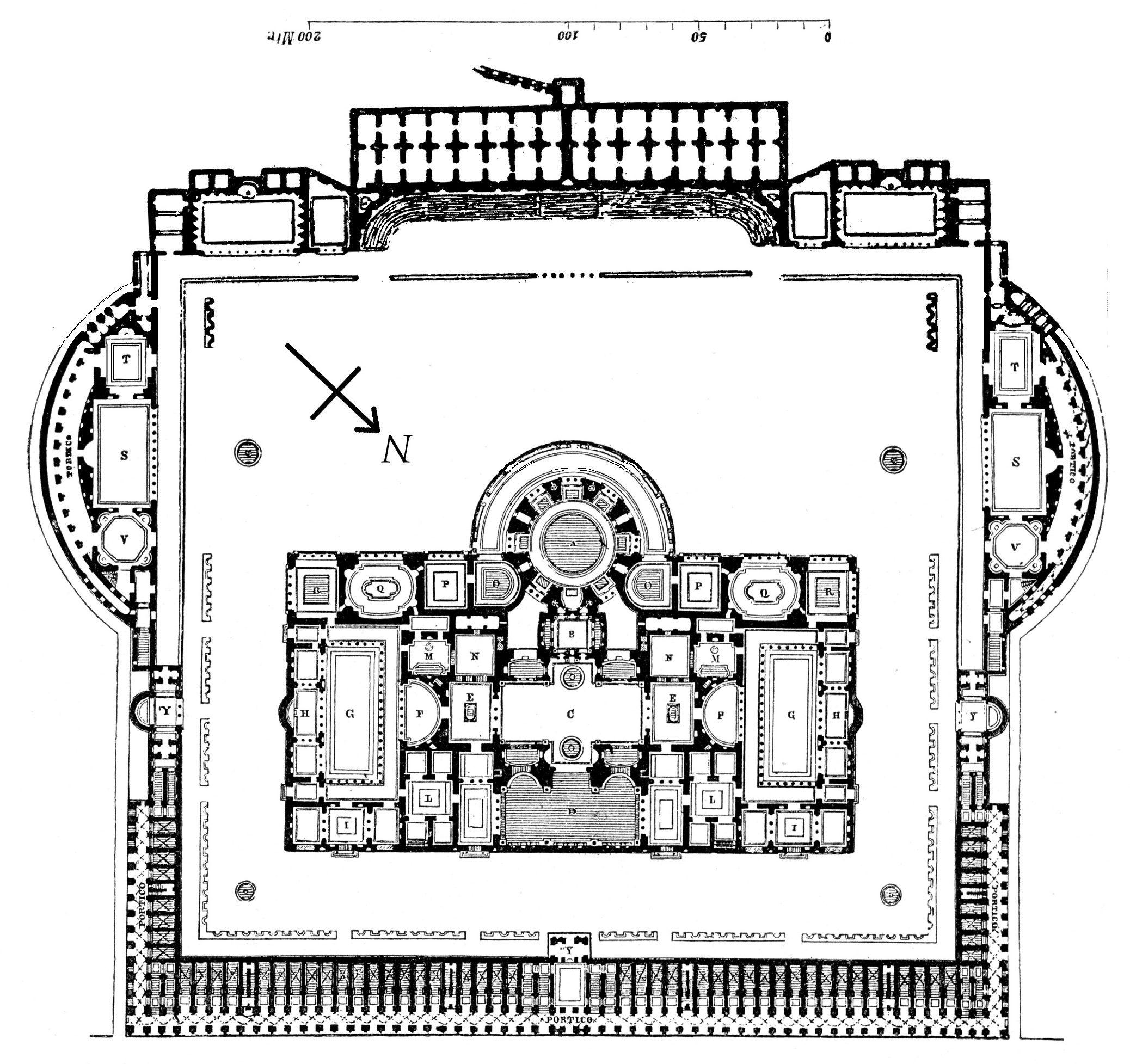
卡拉卡拉浴场平面图

整座建筑采用热坑方式供暖，这是一种在地下烧煤或木头来加热水的系统，直到19世纪仍然使用。
20世纪初期，浴场的设计依然為一些现代建筑提供了灵感，包括美国纽约宾夕法尼亚车站和孟加拉国民大会大厦。